# Keystone (Colorado)

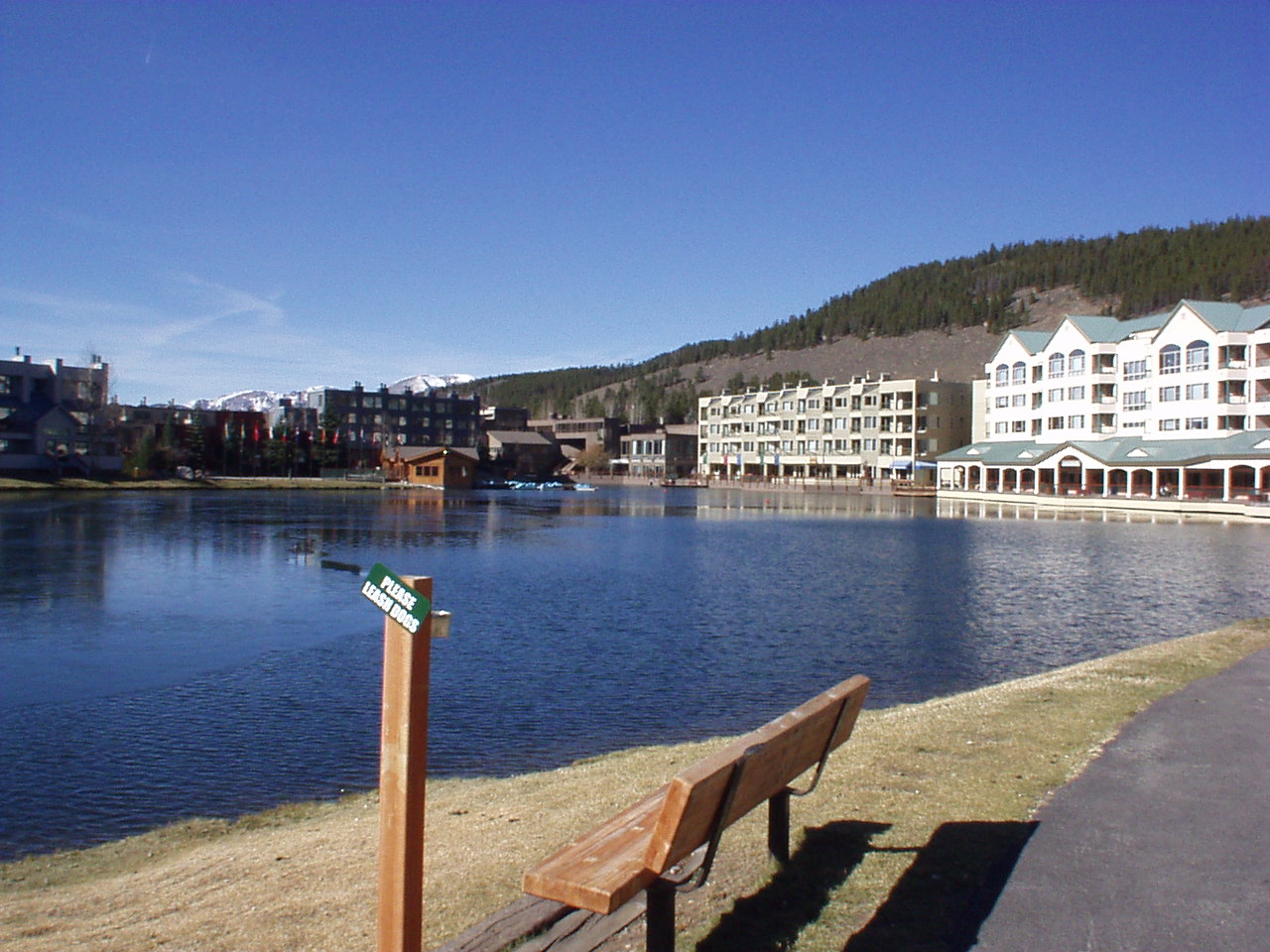
Keystone Resort

Keystone ist ein Wintersportort und ein Census-designated place in den Rocky Mountains. Es liegt im US-Bundesstaat Colorado in den Vereinigten Staaten von Amerika auf 2800 Meter über dem Meer und gehört zum Summit County.

## Geschichte
Das Gebiet erhielt seinen Namen im späten 19. Jahrhundert von durchziehenden Goldsuchern aus Pennsylvania („the Keystone State“).
Das eigentliche Resort wurde erst ab 1967 in relativ unberührter Natur durch den Gründer Max Dercum aufgebaut und 1970 eröffnet. Jetziger Betreiber ist das Unternehmen Vail Resorts, zu dem noch weitere Wintersportorte in Colorado (Vail, Breckenridge und Beaver Creek) gehören. Es besitzt daher keinen historisch gewachsenen Ortskern, sondern ist eigentlich eine reine Ferienanlage mit den typischen Serviceeinrichtungen, einem Hotel und diversen Ferienwohnungskomplexen („Condominiums“). Außerdem befindet sich hier ein recht bekanntes Konferenzzentrum.
Da der Ort von Denver aus über den Highway I-70 schnell zu erreichen ist, dient er auch als Naherholungsgebiet.
Die Ortschaft Keystone hat den Status eines „Census-designated place“.